# Майсалун (ущелье)
Майсалун (араб. خان ميسلون‎) — ущелье в юго-западной части Сирии, на восточных склонах горной цепи Антиливан, в 12 км к западу от Дамаска, в одноимённой мухафазе. Глубина — 1090 м.
Ближайший город — Димас.

## История
По территории ущелья в древности пролегал путь из Дамаска в Ливан. Получил известность благодаря расположению в его районе караван-сараев и мест остановки торговых караванов.
Именно в районе ущелья Майсалун в 1920 году произошло сражение между войсками министра обороны королевства Сирия Юсуфа аль-Азма, отказавшегося капитулировать, и французскими войсками Анри Гуро с другой стороны, в ходе которого последними было нанесено сокрушительное поражение арабам. Впоследствии французы заняли Дамаск и установили свой режим управления над территорией Сирии.